# Chlorophorus curvatofasciatus
Chlorophorus curvatofasciatus là một loài bọ cánh cứng trong họ Cerambycidae.